# Células enterocromafines
Las células enterocromafines (EC),
argentafines (o células de Kulchitsky) son un tipo de células entereoendocrinas presentes en el epitelio que cubre el lumen del tracto gastrointestinal.  Las enterocromafines son las más abundantes células endócrinas del intestino y están distribuidas ampliamente desde el estómago hasta el recto.
Las células EC sintetizan, almacenan y secretan serotonina y por ello tienen una importante función como reguladoras de la secreción, la motilidad y la sensación del tracto gastrointestinal.

## Características
Estas células toman su nombre por su afinidad característica a la tinción con sales de plata, por lo que son llamadas argentafines. Las células enterocromafines son tanto argirofilas como argentafines.

Las células que directamente captan y depositan las sales de plata son llamadas argentafines. Las células que requieren de un agente químico externo para la captación y depósito se denominan argirófilas.

## Función
Estas células pertenecen al sistema APUD, denominado de mejor manera sistema endocrino difuso: antiguamente se le denominaba "sistema neuroendocrino difuso", ya que se creía que el origen de todas sus células era neuroendocrino, pero se han descubierto células que tienen origen endodérmico y, por tanto, se considera más correcta la última denominación "sistema endocrino difuso. 
Por otro lado, ha caído en desuso también el término APUD ya que no todas las células poseen las características expuestas en un primer momento. Estas células producen y contienen casi el 90% de las reservas de serotonina del cuerpo.  En el tracto digestivo, la serotonina es importante en respuesta a estímulos químicos, mecánicos o patológicos en el lumen. Activan los reflejos secretorios y peristálticos, y los nervios vagales que mandan señales al cerebro (importantes en la generación de las náuseas). También secretan bombesina y encefalina.
Podemos encontrar este tipo de células del sistema neuroendocrino difuso, en el sistema respiratorio y en el sistema digestivo.